# Guilala
 (juin 2015).
Si vous disposez d'ouvrages ou d'articles de référence ou si vous connaissez des sites web de qualité traitant du thème abordé ici, merci de compléter l'article en donnant les références utiles à sa vérifiabilité et en les liant à la section « Notes et références ».
Guilala est un kaiju qui apparait en premier lieu en 1967 dans le film Itoka le monstre des galaxies.

## Liste des apparitions
- 1967 : Itoka le monstre des galaxies (Uchu daikaijû Girara), de Kazui Nihonmatsu
- 2008 : Guilala’s counter attack (Girara no gyakushû : Tôya-ko Samitto kikiippatsu), de Minoru Kawasaki